# 潮風放送局〜みなとらじお!
潮風放送局〜みなとらじお!（しおかぜほうそうきょく〜みなとらじお）とはみなとそふとから発売された『君が主で執事が俺で』に関連したインターネットラジオ番組である。略称は「みならじ」。全13回。
後藤邑子と水森志寿香の2人がパーソナリティをつとめる。
2008年2月よりリニューアルし、番組名を『潮風放送局〜みなとSTATIONらじお! 〜君が主で執事が俺で編〜』（しおかぜほうそうきょく〜みなとステーションらじお〜きみがあるじでしつじがおれでへん〜）に変更。全52回。パーソナリティは伊藤静と後藤邑子。
2010年4月より再リニューアルし、番組名を『潮風放送局〜みなとSTATIONらじお! 〜風間ファミリー編〜』（しおかぜほうそうきょく〜みなとステーションらじお〜かざまふぁみりーへん〜）に変更。全57回。パーソナリティは浅川悠と小西克幸。

## 潮風放送局〜みなとらじお!

### 番組概要
『君が主で執事が俺で』を盛り上げていくための番組として2007年8月より配信開始。なお、これより前に予告編が番組公式ページから配信されていた。
第13回の配信時に番組公式ページ上で番組リニューアル及びパーソナリティの変更が告知されたが番組内ではそれについては全く触れられず、特にパーソナリティ交替となる水森はリスナーに対する挨拶も無いままに降板という状況になった（ちなみにリニューアル後の第2回で一リスナーとしてメールを送って紹介されていた）。
配信期間
2007年8月3日 - 2008年1月18日（全13回）
隔週金曜日配信
パーソナリティ
後藤邑子（久遠寺未有 役）、水森志寿香（久遠寺夢 役）
なお『君が主で執事が俺で』に参加している声優に「しずか」が2人いるため（水森志寿香と伊藤静）、水森は後藤から「みなもっち」と呼ばれている。
第12回のゲストのたてかべは番組中ずっと間違えて水森を「みずもり」と呼んでいたが、パーソナリティ2人は大先輩に遠慮してしまい番組の最後になるまで訂正できなかった。
- 特定のIPからの接続にフィルターを設けているため、海外からのHP閲覧・番組視聴はできない。
- アニメやコンシューマ化の情報が出ることもある。
- ゲストが参加する際は、後述のコーナー「お知らせタイムレース!」の前にゲストは帰るということになっているが実際にはその場に残っており、結局は最後まで参加している。
- 同じWAYUTA.の制作しているインターネットラジオ『RADiOティンクル☆くるせいだーす』のCMが番組内で流されている（リニューアル後も同様だが、同番組が終了したため、最近はCMが流れない）。

### コーナー
みならじ!執事認定試験
毎回、お題（公式ホームページに掲載）について主（パーソナリティ）に対しリスナーが執事としてどう行動するかを寄せ、それに対して執事として認めるかどうかを判定するコーナー。
みならじ!十問十答
ゲストがいるときに行われるコーナー。ゲストに対して10の質問をし、返答のうちいくつかについてさらに突っ込んだトークを行う。なお、質問は毎回ランダムだが必ず1つ「あなたは主（あるじ）派か執事派か?」という質問が入っている。
悩める子羊たちの相談室
パーソナリティに人生相談をするコーナー。
お知らせタイムレース!
番組の最後にするお知らせを自分で指定した時間からプラスマイナス5秒以内で読み切ったら読んでいる者の勝ち。ただし、失敗すると相方の勝ちとなるというコーナー。ただし、お知らせの最後にリスナーから寄せられた試練がある。最初に5勝した者にごほうびがある。
第9回で先に後藤が5勝を達成し、ごほうびにブルガリを所望。第10回で青いガリ（ブルーガリ）を、さらにブルガリのネックレス（ただし、台湾の露店で購入した2000円ほどのパチモノ）をプレゼントされた。激怒しかけた後藤だったが、その回のゲストだった檜山修之にこのくらいのコーナーで2000円相当のものをもらえたと思えと諭された。
後藤が5勝を達成後、一度勝敗はリセットされて続けられたが、第13回を最後に番組リニューアルした際（なお、その回は特別ルールでゲストのひと美と氷青が挑戦、勝利してプレゼントをもらっていった）、その時点まででは水森がリードしていたのだがそのまま有耶無耶になってしまった。

### ゲスト
- ひと美（上杉美鳩 役）#02（2007年8月17日）#13（2008年1月18日）
- 氷青（朱子 役）#04（2007年9月14日）#13（2008年1月18日）
- 浅川悠（南斗星 役）#06（2007年10月12日）
- 秋元羊介（大佐 役）#08（2007年11月9日）
- 檜山修之（武田小十郎 役）#10（2007年12月7日）
- たてかべ和也（デニーロ 役）#12（2008年1月7日）

### 主題歌
- オープニング

『wonder life』（#01 - #11）
作詞：木村直美、作曲・編曲：きむしん、歌：uran
『跪くまで5秒だけ!』（#12 - #13）
作詞：畑亜貴、作曲：渡辺拓也、編曲：鈴木マサキ、歌：橋本みゆき
- エンディング（#01から#11は『wonder life』のインストゥルメンタル）

『Butlerスイッチオーン!』（#12 - #13）
作詞：橋本みゆき、作曲・編曲：斎藤悠弥、歌：後藤邑子

### CD
潮風放送局〜みなとらじお! CD #1（2007年11月30日発売）
第1回から7回までの配信分に加え、新規録りおろしのスペシャル版を収録。
潮風放送局〜みなとらじお! CD #2（2008年4月25日発売）
第8回から13回までの配信分に加え、新規録りおろしのスペシャル版を収録。

## 潮風放送局〜みなとSTATIONらじお! 〜君が主で執事が俺で編〜

### 番組概要
2008年1月18日の『潮風放送局〜みなとらじお!』第13回の配信時に公式ホームページで番組リニューアルとパーソナリティの変更が告知され、2月1日より新たに『潮風放送局〜みなとSTATIONらじお〜君が主で執事が俺で編〜』として配信が開始された。なお、配信回数もこの回を第1回としてカウントし直している。
配信期間
2008年2月1日 - 2010年1月15日（全52回）
ただし、第42回〜第43回のみ、間に公開録音の配信があったため、変則的に3週間連続配信となった（公開録音は配信回数としてカウントされていない）。
パーソナリティ
後藤邑子（久遠寺未有 役）、伊藤静（久遠寺森羅 役）
- 第43回〜第44回は後藤とひと美が「主従ペア」としてパーソナリティを務めたため、伊藤は欠席（なお、第45回の収録まで伊藤は主従ペアで収録が行われた事を知らなかった）。
- 第51回は後藤は諸事情で欠席。

パーソナリティ（公開録音時）
浅川悠（南斗星 役） /  ひと美（上杉美鳩 役） / 氷青（朱子 役）

### コーナー
ふつおた
その名の通り、番組の感想やパーソナリティの応援メッセージを紹介。
久遠寺ティータイム!
パーソナリティ2人がテーマに沿ってトークするコーナー。第3回から追加。テーマはパーソナリティがテーマの書かれた紙が入った箱から選ぶが、この箱の作りの悪さにパーソナリティがよく文句を言っている。ゲストが来たり、新作発表等が行われる際は中止となる。
みならじ 真剣でキルわよ!（みならじ ズバリ言うわよ!）
パーソナリティやゲストに人生相談をするコーナー。旧みならじの「悩める子羊たちの相談室」の実質的な後継とも言えるが「パーソナリティがリスナーを罵る」という方向性であるため、パーソナリティからの回答は厳しいことが多い（そもそも、「罵る」という方向性であるため、リスナーからの質問もまともな内容ではない事が多い）。
初期の回ではパーソナリティの本意ではないとコーナー前に弁明した事があるが、途中から「リスナーの質問を切るのが楽しい」と発言するようになった。
ちなみにこのコーナーのみパーソナリティがリスナーを呼び捨てにすることになっている。ただし、このコーナー以外でもパーソナリティがリスナーを罵ったり、リスナーを呼び捨てにしてしまう事があり、「このコーナー以外ではラジオネームにさんを付けて送ること」とラジオ内でアナウンスされた事がある。
公式サイトでは「心の弱いリスナーは送らないように」と記述されている。
こういうコーナーながら人気が高く、他のコーナーよりも遥かに多いメールが来るとパーソナリティが発言している。このラジオのリスナーが「みんなM」だとパーソナリティに言われている所以ともいえるコーナーである。
なお、稀にパーソナリティへの応援等のメールが来る事があり、その場合は罵倒されない事がある。
第10回までは「ズバリ言うわよ!」という名称だったが、第11回よりみなとそふとの新作『真剣で私に恋しなさい!!』のタイトルにあわせて「真剣（マジ）でキルわよ!」にコーナー名が変わった。しかし、それからかなり後の回の台本で「ズバリ言うわよ!」になっていた事がある。
第16回では夏休み最後ということで、第24回では「真剣キル・クリスマスぶったギルスペシャル」として、それぞれコーナーを拡大した。
第26回では「真剣キル・初夢ぶったギルスペシャル」と称して、ゲストの水森志寿香の相談を切ることになったのだが、後藤も伊藤も面と向かって水森を罵倒する事が中々出来ず戸惑っていた。
第46回ではゲストの千晶まひろの相談を切る事になった。
最近の回ではふつおたや久遠時ティータイム!に送られたメールがこちらで読まれる事がある。
公開録音では「公開処刑スペシャル」として浅川悠、ひと美、氷青の3人が切ったが、「これを普通にやれる後藤と伊藤はおかしい」とツッコミを入れていた。
コーナー説明は伊藤が行うが、一時期はほぼ毎回台本を噛んでいた（第21回で噛まずに読めたため、後藤に言及されたほど）。
なお、伊藤は「君が主で執事が俺で編」終了後も本ラジオとは無関係のイベントにてファンを切ってしまっている事を「風間ファミリー編」第12回にて浅川悠が語っている。
みならじ レッドカーペット!
君が主で執事が俺でドラマCDのタイトルをリスナーから募集、パーソナリティが気に入ったものを紹介するコーナー。第19回から追加。第19回はパーソナリティが考えて紹介した。場合によっては実際にドラマCDのタイトルに使われる事が発表されており、第22回にて実際に採用され、ドラマCDのシナリオが急遽1本増えたとパーソナリティが明言している。このコーナーへのメールは真剣キル並に来るという。第27回で終了。
みならじ M1グランプリ!
リスナーのM自慢のエピソードを募集し、それを紹介するコーナー。第31回で告知され、第33回から開始。リスナーのM自慢という名目なのだが、投稿されたエピソードが身につまされるものが多かったため、逆にパーソナリティが同情する事も。なお、最近は真剣キルよりもこちらの方が投稿されたメールが多いとの事。ゲストが来たり、新作発表等が行われる際は中止となるが、台本にはゲストが来た回でも毎回書かれていたとパーソナリティが発言している。
LOVEかわかみ
真剣で私に恋しなさい!!の宣伝コーナー。このコーナーは同作のヒロイン川神百代がパーソナリティを務める。第33回から開始。2ヶ月毎にゲストパーソナリティが入れ替わる（ただし、川上一子以降のゲストパーソナリティは1ヶ月でパーソナリティを交代した）。第47回で終了。
ゲストパーソナリティ
- 椎名京（第34回~第37回）
- 井上準（第38回~第41回）
- 川神一子（第42回~第43回）
- 師岡卓也（第44回~第45回）
- 風間翔一（第46回~第47回）

みならじ!十問十答グレート（みならじ!十問十答）
旧みならじ同様、ゲストがいるときに行われるコーナー。内容も旧みならじから変わっておらず、質問に必ず1つ「あなたは主（あるじ）派か執事派か?」という質問が入る（旧みなとらじお時代で答えたゲストの場合、この質問が入らない事が多い）。また、第30回のパーソナリティの会話を見る限り、パーソナリティが一問ずつ自由に質問の内容を決められるようである。
第30回記念で「みならじ!十問十答グレート」にタイトルが変わった。
三十路カウントダウンスペシャル
第23回放送日に28歳の誕生日を迎える伊藤のために用意されたコーナー。ピンドンをかけて伊藤がクイズに挑んだが、全て不正解でピンドンは後藤に没収され、第24回でゲストの緒方恵美が来た際に振舞われた。また、空き瓶は第27回でレッドカーペットのコーナーにおいて以前ドラマCDのシナリオのタイトルに採用されたリスナーに砂をつめてパーソナリティのメッセージとタカヒロのサインが書き寄せられた上でプレゼントとして送られる事になった（しかし、その後の回でタカヒロのサインを書いたのはパーソナリティである事が判明した）。

### ゲスト
- 小山力也（クマーン 役）#02（2008年2月22日）
  - ゲスト扱いではないが、パーソナリティ2人へのボイスメッセージで登場。伊藤と後藤が事前にラブコール的なボイスメッセージを送っており、その返事をしたのだが、その時、隣のスタジオに柚木涼香がいたと言うことが第3回で明かされた。
- 関智一（上杉連 役） #05(2008年3月28日)、#51(2010年1月1日)
  - 第5回では自身の性的嗜好について語ったが、とても表ざた出来るものではなかったようで約2分間ほどずっとクラシック音楽が規制音代わりに流れていた。
  - 第51回でも伊藤共々下ネタ発言をする度にクラシック音楽が規制音代わりに流れた。
- 田中理恵（九鬼揚羽 役）#07(2008年4月25日)、#20(2008年10月24日)
  - 第7回ではゲスト扱いではないが、アニメDVD第1巻発売記念のボイスメッセージで登場。その後、パーソナリティ2人の対決を揚羽の演技で宣言した。
  - 真剣キルのコーナーでパーソナリティ2人の切りっぷりに感嘆していたが、リスナーからの投稿が「ジャンクにしてください」というものだったため、水銀燈の演技で一刀両断し、逆にパーソナリティ2人に「いいキャラ持っているね」と羨ましがられた。
- 雨宮侑布（清原千春 役）#09(2008年5月23日）、#48(2009年11月20日)
- 千晶まひろ（アナスタシア・ミスティーナ 役）#12(2008年7月4日）、#46(2009年10月23日)
  - 演じた役に負けず劣らずのMっぷりを披露したため、後の回でも度々パーソナリティに言及されている。
  - 第46回ではM1グランプリのコーナーに興味を持って、前もって投稿していた。
- 緒方恵美 #24（2008年12月19日）
  - 緒方本人は『君が主で執事が俺で』には一切関わっていない（『真剣で私に恋しなさい!!』への出演は、このゲスト出演から約2ヵ月後に発表された）が、メインパーソナリティ二人とは（主に酒関係で）交流があり、また、二人の声優デビュー前からの憧れの人ということでゲスト出演を熱望していたのが叶う形となった。
- 水森志寿香（久遠寺夢 役） #26（2009年1月16日）
  - 降板後、約1年振りに出演となった。
  - 「夢を初夢スペシャルに呼ぶために今までゲストに呼ばなかった」とアナウンスされた（実際には新年第2回目だが、「リスナーもわかっているから」とカミングアウトしている）。
  - 第50回ではパーソナリティとして出演。
- ひと美（上杉美鳩 役） #30（2009年3月13日）
  - みなとらじお時代からの通算では3回目と最多ゲスト出演になるが、リニューアル後は初出演。
  - 第30回で読まれなかった彼女宛ての真剣キルのメールが第32回で読まれた。
  - 第43回〜第44回ではパーソナリティとして出演。オファーはゲストとしてだったらしい。
- 藤原啓治（上杉巌 役） #31（2009年3月27日）
  - ゲスト出演以前の回で「ゲストとして呼んで欲しい」というメールが来たが、この時は「ガンダムで忙しいから」とパーソナリティが発言した。パーソナリティ2人は本気でそのためにオファーをかけなかったと思っていたが、実はオファーは以前からかかっていた事が第31回で判明した（しかし藤原本人はその事を知らなかった）。
  - 第30回にてパーソナリティから「（第30回の放送から）次回の収録まで間がないので、藤原さんへの質問メールは読めません」と宣伝されたのだが、その僅かな間にメールが届いたとのことで、実際にはメールが読まれた。
- 浅川悠（南斗星 役）#32（2009年4月10日）
  - みなとらじお時代からの通算では2回目のゲスト出演になるが、ラジオCDの収録を除くと初出演。
- 氷青（朱子 役） #34（2009年5月8日）
  - ひと美同様、みなとらじお時代からの通算では3回目と最多ゲスト出演になるが、リニューアル後は初出演。
- 秋元羊介（大佐 役）#36（2009年6月5日）
  - みなとらじお時代からの通算では2回目のゲスト出演になるが、リニューアル後は初出演。
- たてかべ和也（デニーロ 役）#38（2009年7月3日）
  - みなとらじお時代からの通算では2回目のゲスト出演になるが、リニューアル後は初出演。
- 田内夏子（稲村圭子 役）#40（2009年7月31日）
  - ラジオCDの収録を除くと初出演
- 伊藤静（久遠寺森羅 役）&後藤邑子（久遠寺未有 役）#50（2009年12月18日）
  - この回は、水森志寿香がパーソナリティをつとめる番組に、伊藤と後藤がゲストとして出演するという形で行われた。

### 主題歌
- オープニング

『跪くまで5秒だけ!』（#01 - #52）
作詞：畑亜貴、作曲：渡辺拓也、編曲：鈴木マサキ、歌：橋本みゆき
- エンディング

『Butler スイッチ オーン!』（#01 - #52）
作詞：橋本みゆき、作曲・編曲：斎藤悠弥、歌：後藤邑子

### CD
CD #1（2008年8月25日発売）
第1回から第6回までの配信分に加え、新規録りおろしのスペシャル版を収録。
スペシャル版ゲスト： 浅川悠（南斗星 役）、氷青（朱子 役）
- 後藤と伊藤は「印象深かった収録」としてこのCDのスペシャル版を度々挙げている。

CD #2（2009年2月14日発売）
第7回から第12回までの配信分に加え、新規録りおろしのスペシャル版を収録。
スペシャル版ゲスト： 千晶まひろ（アナスタシア・ミスティーナ 役）、田内夏子（稲村圭子 役）
- 新規録りおろし分を収録してから発売までにかなりの時間が空いたため、パーソナリティが「季節が変わったのにまだ発売しない」とネタにしていた。

CD #3（2009年3月14日発売）
第13回から第20回までの配信分に加え、新規録りおろしのスペシャル版を収録。
スペシャル版ゲスト： 小山力也（クマーン 役）、荻原秀樹（未有信者1 役）
- モブキャラ扱いの荻原秀樹がゲストとして呼ばれたのは他に男性出演者がほとんどいないためだとラジオ内でパーソナリティが発言した。
- 後藤はCD3巻の宣伝の際、荻原秀樹をかなり投げやりに紹介して伊藤に突っ込まれている。
- スペシャル版の収録終了後、泥酔した伊藤が後藤に抱きついて自転車置き場に押し倒し、さらに小山力也やスタッフにジャンピングニーをした事が後の回で明かされた（後藤は別ラジオでもそのエピソードを語った事がある）。

CD #4（2009年5月29日発売）
第21回から第28回までの配信分に加え、新規録りおろしのスペシャル版および、まじこい情報番組「LOVEかわかみ」撮り下ろし特別編を収録。
スペシャル版ゲスト： 氷青（朱子 役）、ひと美（上杉美鳩 役）
CD #5（2009年8月28日発売）
第29回から第36回までの配信分に加え、新規録りおろしのスペシャル版を収録。
スペシャル版ゲスト： 藤原啓治（上杉巌 役）
- 『真剣で私に恋しなさい!』と同日発売となった。また、後藤邑子の誕生日とも重なった。
- 録りおろし版の収録が発売日を発表してもまだ行われていなかったため、パーソナリティに突っ込まれた。

CD #6（2009年11月27日発売）
第37回から第44回までの配信分に加え、新規録りおろしのスペシャル版を収録。
スペシャル版ゲスト： タカヒロ、白猫参謀
CD #7（2010年3月5日発売）
第45回から第52回までの配信分に加え、新規録りおろしのスペシャル版を収録。
スペシャル版ゲスト： 田中理恵
公開録音スペシャル（2010年6月4日発売）
2009年8月の公開録音「メイドジャック編」と2010年3月の公開録音「ホワイトデースペシャル編」を収録

## 潮風放送局〜みなとSTATIONらじお! 〜風間ファミリー編〜

### 番組概要
配信期間
2010年4月2日 - 2012年6月1日（全57回）
パーソナリティ
浅川悠（川神百代  役）、小西克幸（風間翔一  役）
- 第16回は小西が欠席、伊藤静が代理パーソナリティとなった。放送時はたまたま隣のスタジオにいたことになっていたが、2011年1月21日のニコ生で前日にオファーがあったことが伊藤の口からあきらかになった。

### コーナー
ふつおた
金曜集会!ダベリ場DEATH!
みならじ!俺1グランプリ!
「どんな人でも、誰にも負けないことが一つはあるはず」という名目で「俺自慢」を募集するコーナー。ただし、初期の頃はリスナーから自分の駄目な自慢が来る事が多く、結果として君が主で執事が俺で編における『みならじ M1グランプリ!』に近いコーナーになってしまっていた。パーソナリティはその状況に関して「そういうコーナーではない」とツッコミを入れる事が多く、第12回では実際に「みんな前のラジオを引きずり過ぎ」と『M1グランプリ!』を引き合いに出し、第13回からは駄目な自慢を送ってきた場合は「不幸ポイント」が加算され、不幸ポイントが加算されたリスナーはメールを読まれない事になった。そのためか、以後の回では真面目な自慢が多く投稿されるようになっている。
まじこいドラマ
浅川演じる川神百代と小西演じる風間翔一によるラジオドラマ。ゲストが出演した際はゲストもゲームで演じた役で登場する。
初期の頃はコーナー名については公式サイトにも載せられておらず、毎回コーナー前にパーソナリティが「つづいてはドラマのコーナーです」と発言していた。現在は「まじこいドラマ あらすじ」として公式サイトに載せられている。ラジオ内では現在も「ドラマ」としか言及されていない。
スクエニ通信
タカヒロ原作の漫画『アカメが斬る!』の紹介コーナーだが、紹介が終わるとパーソナリティはファイナルファンタジーXIやファイナルファンタジーXIVの話題に入っている。
浅川と小西はこのコーナーで「『アカメが斬る!』アニメ化の際には必ず出演する」と度々発言したが、後のアニメ版で実際に出演する事が発表されている。
みならじ!武士問答プラス（みならじ!武士問答）
ゲストが来た際のみ取り上げられるコーナー。君が主で執事が俺で編までの『みならじ!十問十答』の後継に当たる。初期の頃はゲストにそれぞれ「誠」「勇」「仁」「礼」「義」のテーマに合った質問を行い、武士レベルを測定するコーナーだったが、第9回より「ゲストに面白い質問をする」という『みならじ!十問十答』に近い形になり、第10回より『みならじ!武士問答プラス』に名称が変わり、さらに質問の形式が「10問の質問を与える」「最後の質問が『○○に対して××してください』である」等、完全に『みならじ!十問十答』と同様のものになった。
今日のお洒落下ネタ
本ラジオの構成作家「ロケット男爵」が一言下ネタを言うコーナー。公式サイトではコーナーについては触れられていない。

### ゲスト
- 友永朱音（川神一子 役） #1（2010年4月2日）、#18（2010年12月3日）
  - 第1回はゲスト扱いはされていないが、放送開始を記念してのボイスメッセージで登場。
- 氷青（椎名京 役） #2（2010年4月16日）
- 千晶まひろ（大和田伊予 役） #4（2010年5月14日）
- 亜城めぐ（忍足あずみ 役） #6（2010年6月18日）
- 後藤邑子（松風(黛由紀江) 役） #8（2010年7月16日）、生放送SP（2011年1月21日）
  - 降板後、約半年振りに出演となったが、浅川と小西のアニメエキスポの話題が多く、後藤が逆に回し役をする等、あまりゲストらしい扱いではなかったため、小西が「ゲスト扱い出来なくてすみません」と発言している。
  - ゲスト出演の度に演じた役については、松風だとネタにされる（第8回においてはキャラ紹介でも松風の紹介を行い、由紀江の紹介は適当に行われた）。
  - 「君が主で執事が俺で編」第50回はゲスト出演という名目だったのだが、「ゲストとして来るのは初めて」と発言している。
- 福山潤（クッキー(第2形態) 役） #9（2010年7月30日）
- 鈴村健一（師岡卓也 役） #10（2010年8月13日）
  - 演じた師岡卓也と似ている点として特撮好きとしてパーソナリティと特撮について延々と語り合ったが、内容が何度かカットされた。
- 神谷浩史（直江大和 役） #14（2010年10月8日）
- 伊藤静（クリスティアーネ・フリードリヒ 役） #16（2010年11月5日）、生放送SP（2011年1月21日）
  - 降板後、約10か月ぶりに出演となったが、同じく第16回ゲストだった諏訪部とは違い、ゲスト予告はされておらず、偶々同じスタジオにいたため、同回では欠席だった小西の代理パーソナリティとしてサプライズ出演。
  - この回のみならじドラマは小西の欠席と伊藤の出演によりタカヒロが急遽シナリオを描き直したとの事。
- 諏訪部順一（源忠勝 役） #16（2010年11月5日）
- 水橋かおり（不死川心 役） #20（2010年12月31日）
- ひと美（榊原小雪 役） #22（2011年1月28日）
- タカヒロ #26（2011年3月25日）
  - みならじSのゲストとして出演。
- 壱智村小真 #45（2011年12月16日）
  - ティンクル☆くるせいだーす イレアとルルシェの“神”ラジオとのコラボレーション
- 緒方恵美 春だ一番!みならじ感謝祭（2012年4月20日）
  - 生放送中のアポなしの出演依頼に応じて出演。
  - なお、同回では他に伊藤静、杉田智和、高木渉に電話で出演依頼を行っているが、それぞれ既に酒を飲んでいる、仕事中、次の日の朝が早い等の理由で断られている。

### CD
CD#01（2010年12月3日発売）
CD#02（2011年12月16日発売）
CD#03（2012年6月8日発売）
CD#04（2012年8月31日発売）
CD#05（2012年9月28日発売）
ラジオ第49回 - 第57回(最終回)+特別編を収録。

### 主題歌
- オープニング

『愛で斬るなら痛くな〜い!』（#01 - ）
歌：川神百代（神代岬）、川神一子（青山ゆかり）、椎名京（海原エレナ）、黛由紀江（九条信乃）、クリス（三咲里奈）
- エンディング

『茜空』（#01 - ）
歌・作詞：KOTOKO、作曲・編曲：C.G mix

## 伊藤静&後藤邑子のみなとそふと放送局

### 番組概要
配信期間
2016年 - 放送中
パーソナリティ
伊藤静、後藤邑子